# Daniel Domingo Salamanca
Daniel Domingo Salamanca Urey (ur. 8 lipca 1868, zm. 17 lipca 1935) – boliwijski polityk i adwokat, minister finansów w 1903, członek junty rządzącej w 1920, prezydent Boliwii od 5 marca 1931 do utraty władzy na skutek przewrotu wojskowego w dniu 27 listopada 1934.